# St. Markus (Frankfurt-Nied)

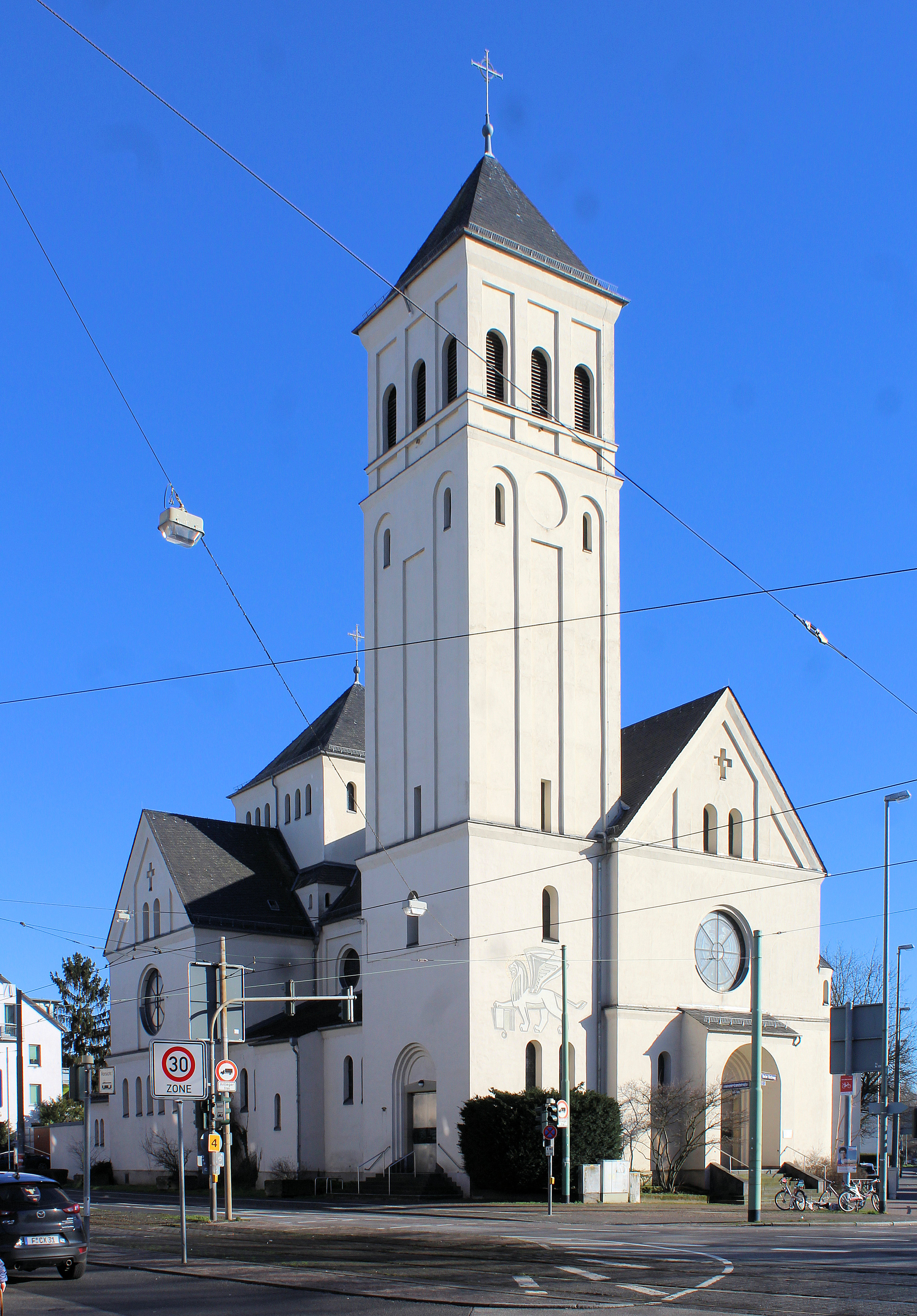
Die katholische Kirche St. Markus in Frankfurt-Nied

Die römisch-katholische Kirche St. Markus ist ein unter Denkmalschutz stehendes Kirchengebäude in Nied, einem Stadtteil der südhessischen Metropole Frankfurt am Main. Die neuromanische Hallenkirche steht unter dem Patrozinium des Evangelisten Markus und ist Pfarrkirche der Pfarrei neuen Typs „St. Hildegard Frankfurt am Main“, die zur Region Frankfurt im Bistum Limburg gehört.

## Geschichte
Im Jahr 1870 wurde die katholische Kirchengemeinde in Nied zur selbstständigen Pfarrei erhoben. Bis zur Fertigstellung der heutigen Kirche feierte die Gemeinde ihre Gottesdienste in der 1828 eingeweihten Simultankirche von Nied, die heute den Namen „Christuskirche“ trägt und ausschließlich von der evangelischen Gemeinde genutzt wird.
Die Pfarrkirche St. Markus wurde von 1905 bis 1907 bzw. 1910 bis 1912 nach Plänen des Frankfurter Architekten Hans Rummel als repräsentative Basilika im Stil der Neuromanik errichtet. Sie wird heute auch von katholischen Gemeinden anderer Muttersprache, namentlich der italienischen und polnischen Gemeinde in Frankfurt, zur Gottesdienstfeier genutzt.

## Baubeschreibung
Die Hallenkirche wurde als mächtige Pfeilerbasilika mit Querhaus und gewölbter Apsis im Stil der Neuromanik errichtet. Besonders ihrem hohen, zwischen Hauptschiff und Querhaus eingestellten Glockenturm verdankt die Kirche ihren Status als Wahrzeichen des Frankfurter Stadtteils Nied.
Der Innenraum von St. Markus ist flachgedeckt und war einst reich gestaltet, wurde aber in den Nachkriegsjahren stark verändert, sodass er heute vor allem schlicht und kahl wirkt.

## Trivia
Nach der St.-Markus-Kirche ist die Endhaltestelle Nied Kirche der Straßenbahn Frankfurt am Main benannt, die seit 1935 nach Nied fährt. Dort befindet sich auf der anderen Seite der Mainzer Landstraße eine Wendeschleife, die 2025 von der Linie 21 befahren wurde.